# Wanton mee

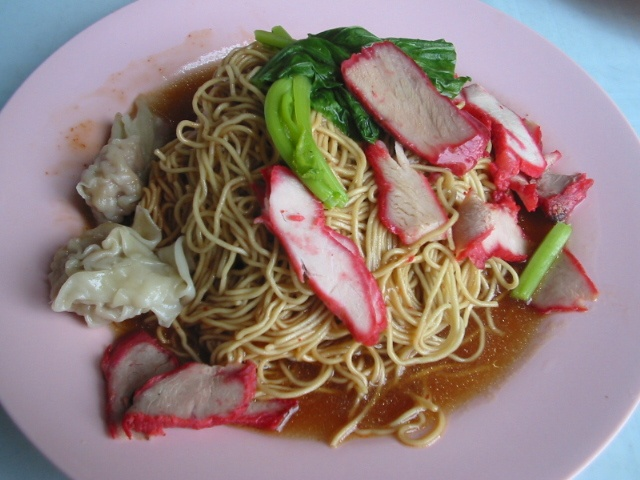
Wanton mee de Batu Pahat (fideos cantoneses de huevo).

Wanton mee o también wantan mee (chino: 云吞面) es una especialidad culinaria de la cocina cantonesa elaborada con fideo que es muy popular en Hong Kong, Malasia y Singapur. El plato es servido en una especie de sopa caliente o humedecido en salsa de soja o salsa de ostras, aliñado con verduras (preferiblemente aquellas que poseen hojas verdes), char siew (rodajas de carne de cerdo asado), y junto con el wanton en un cuenco separado. Los tipos de verduras con hojas verdes empleados son: el kailan conocido también como kale chino. Hay varias versiones de este plato, la versión de Hong Kong que usa gambas y no incluye char siu dentro del bol de fideos. A veces se añade en lugar del wonton otro tipo de masa conocido como shui gao y suele contener en su interior gambas, carne, cebollas de primavera con alguna añadidura de los chefs que puede ser setas y/o hongos negros. 

## Hong Kong
En Hong Kong, el wanton mee se sirve generalmente con una sopa caliente y decorada con verduras y wanton (y no incluye char siu). Existen platos en Hong Kong donde se come el char siu en su propio plato, denominado fideos char siu o arroz char siu. Uno de los mejores wanton mee en Hong Kong se suele tomar en la Isla de Hong Kong, en este lugar el estilo es considerado auténtico por los habitantes de la ciudad y existen guías con los mejores noodle restaurants de Hong Kong.
La gente de Hong Kong se toma la elaboración de este plato de forma muy ceremoniosa, y el estilo suele tener 4 elementos bien diferenciados. A saber:
1. En primer lugar el wanton es predominantemente de gambas con pequeñas cantidades de pedazos de cerdo o casi ninguna.
2. En segundo lugar los fideos deben ser relativamente finos y deben permanecer duros tras haber sido cocinados.
3. Tercero, la sopa debe tener un color marrón ligero (preparado con un pescado seco denominado flounder) y muy caliente.
4. Cuarto, se decora con cebolleta china.

Los dos primeros proporcionan al plato cierta textura en el paladar crujiente pero al mismo tiempo húmeda. Los dos últimos le proporcionan un aroma único y característico.

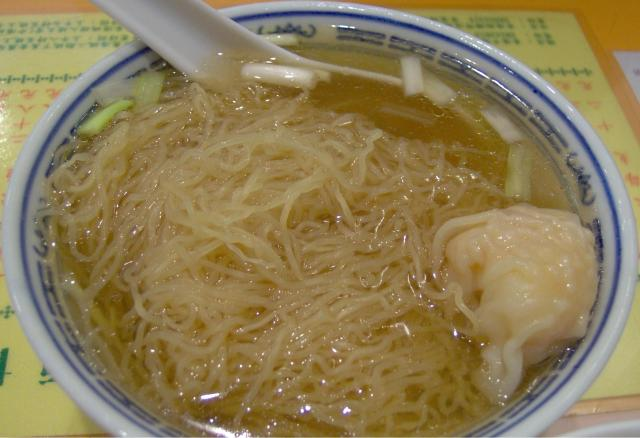
Wanton mee de Hong Kong.

## Malasia
Malasia ofrece una versión muy diferente del plato, siendo posible ver hasta tres variantes en las ciudades de Johor, Pahang, Perak, Penang, Sarawak y Selangor. El plato incluye fideos, vegetales con hojas, char siu y wanton. Se sirve a menudo seco, la versión de Hong Kong puede encontrarse con fideos a la cantonesa secos o en sopa. Uno de los mejores wanton mee en Malasia se encuentra en el estado de Melaka. Los wantons se ponen juntos con los fideos y la sopa de wanton se sirve aparte.

## Singapur
La versión originaria de Singapur denominada wanton mee es casi similar a la versión malaya de este plato. Incluye fideos, vegetales de hoja (preferiblemente kailan), char siu y wanton. Se sirve seca o mucho más popularmente en una sopa. Si se sirve seco, el wanton se sirve separado del bol de sopa. El shui gao se sirve en algunos puestos callejeros en Hong Kong.
- Datos: Q3269812
- Multimedia: Wonton noodle / Q3269812